# Città di notte (film)
Città di notte è un film italiano del 1958 diretto da Leopoldo Trieste, al suo primo film da regista. La fotografia è di Mario Bava, le musiche di Nino Rota.

## Trama
La quindicenne Marina Prandi si illude di essere amata da Alberto, un giovane attore che, invece, cerca solo di arrivare a convincere il padre di lei, un autotrasportatore, a cedere alla compagnia teatrale un furgone. Marina, timida e impacciata, ha un sussulto di orgoglio quando, dopo essersi dichiarata ad Alberto che ha seguito nel suo appartamentino da scapolo, si rende conto che lui non è minimamente interessato a lei. La ragazza scappa nella notte: dopo aver telefonato ad Alberto da un bar vicino, comincia a vagabondare da sola per la città. Alberto, messo in allarme dalle confuse parole di Marina, chiama Lidia, amica di entrambi, confidandole il sospetto che la ragazza possa fare qualche gesto avventato. Lidia chiama subito Prandi, il padre di Marina che, all'inizio, non riesce a capire cosa possa essere accaduto a quella figlia che lui considera ancora una bambina. Accusa, anzi, lo stesso Alberto di aver insidiato la ragazzina. Questi, per difendersi, rivela di aver rifiutato le profferte di Marina che, ferita dal suo comportamento, era poi fuggita.
Prandi, insieme a Paolo, l'altro suo figlio, si vorrebbe mettere sulle tracce di Marina ma non sa dove andarla a cercare. Nel corso della notte, scoprirà che Paolo, tempo prima, è stato colto nella stanza di una ragazza dal padre di lei, che lo stesso Paolo ed Alberto sono rivali in amore tutti e due coinvolti con Lidia, che Marina frequenta - a sua insaputa - un ambiente a lui del tutto estraneo, quello degli attori e degli artisti.
La moglie di Prandi, in clinica, viene tenuta all'oscuro della scomparsa della figlia, per non acutizzare i suoi problemi psicologici ma la donna, quando poi viene a sapere la verità, si rivela molto meno fragile del marito.
Marina, nel frattempo, è riuscita a sottrarre al magazziniere della ditta paterna una pistola. Prandi, insieme a Paolo e ad Alberto, si aggira al Circolo, mentre alcuni attori si esibiscono nelle sale. L'imprenditore vede anche come Alberto si arrabatti per trovare i mezzi per sostenere la sua attività di attore, pronto a scendere a ogni compromesso. Quando finalmente Marina riappare, la ragazzina minaccia prima Alberto, reo di averla illusa, poi gli dice che si è resa conto di quanto lui non meriti niente da lei. L'amica Lidia le confessa allora che pure lei è consapevole della pochezza del giovane, ma che, amandolo, lo accetta così com'è.
La notte è finita. Prandi si riconcilia con la figlia che, la sera prima, lo aveva accusato di essere un borghese senza fantasia. L'imprenditore poi insiste con Alberto: vuole che il giovane accetti uno dei suoi furgoni che servirà all'attività della sua compagnia teatrale.

## Produzione
Il film fu prodotto dalla Trionfalcine

## Distribuzione
Il film uscì nelle sale cinematografiche italiane il 6 marzo 1958.